# 910
Раннє Середньовіччя  •  Епоха вікінгів  •  Золота доба ісламу  •  Реконкіста

## Геополітична ситуація
У Візантії триває правління Лева VI.  На підконтрольних франкам теренах існують Західне Франкське королівство, Східне Франкське королівство, Італійське королівство, Бургундія. Північ Італії належить Італійському королівству під владою франків, середню частину займає Папська область, герцогства на південь від Римської області незалежні, деякі області на півночі та на півдні належать Візантії, інші окупували сарацини. Піренейський півострів, окрім Королівства Астурія та Іспанської марки, займає Кордовський емірат. Північну частину Англії захопили дани, на півдні править Вессекс.  Існують слов'янські держави: Перше Болгарське царство, Моравія, Богемія, Приморська Хорватія, Київська Русь. Паннонію окупували мадяри.
Аббасидський халіфат очолив аль-Муктадір, халіфат втрачає свою могутність. У Китаї триває період п'яти династій і десяти держав. Значними державами Індії є Пала, Пратіхара, Чола. В Японії триває період Хей'ан. На північ від Каспійського та Азовського морів існує Хозарський каганат. 
Територію лісостепової України займає Київська Русь. У Північному Причорномор'ї співіснують різні кочові племена, зокрема хозари, алани, тюрки, угри, печеніги, кримські готи. Херсонес Таврійський належить Візантії.

## Події
- Князь Олег вдруге пішов на Табаристан, і знову дістав відсіч.
- Королівство Астурія розділене між трьома синами Альфонсо III. Утворилися королівство Леон та королівство Галіція.
- Фатімід Убайдаллах аль-Махді оголосив себе халіфом в Іфрикії. Досі в ісламському світі був тільки один халіф. Фатіміди проголосили мету підкорити собі Омеядів в Аль-Андалусі, Аббасидів у Багдаді й Візантію.
- Об'єднані сили Вессексу та Мерсії завдали поразки данам із Нортумбрії.
- Мадяри розгромили війська Людовика III Сліпого біля Аугсбургу.
- Князем Хорватії став Томіслав I.
- Засновано монастир Клюні.